# Тюрин, Николай Максимович
Николай Максимович Тюрин (8 ноября 1923, Краснинский район — 29 декабря 1990, Гагарин, Смоленская область) — директор совхоза, Герой Социалистического Труда (1973).

## Биография
Николай Тюрин родился 8 ноября 1923 года в деревне Кислое (ныне — Краснинский район Смоленской области). Окончил семилетнюю школу, некоторое время учился в Ленинградском сельскохозяйственном техникуме. В ноябре 1941 года Тюрин был призван на службу в Рабоче-крестьянскую Красную Армию. Окончил Омское пехотное училище. В боях был тяжело ранен и уволен в запас. В феврале 1944 года вернулся в Смоленскую область. Находился на различных хозяйственных, комсомольских и партийных должностях. В 1956 году Тюрин окончил Смоленскую областную совпартшколу, в 1961 году — Высшую партийную школу при ЦК КПСС.
С сентября 1970 года Тюрин работал директором опытно-показательного совхоза «Родоманово». За время своего руководства этим совхозом он добился высокой результативности сельскохозяйственного производства, особенно урожайности зерновых культур и льна.
Указом Президиума Верховного Совета СССР от 17 декабря 1973 года за «большие успехи, достигнутые во Всесоюзном социалистическом соревновании и проявленную при этом трудовую доблесть в выполнении социалистических обязательств по увеличению производства и продажи зерна и других продуктов земледелия» Николай Тюрин был удостоен высокого звания Героя Социалистического Труда с вручением ордена Ленина и медали «Серп и Молот».
Активно занимался общественной деятельностью. Избирался делегатом XXV съезда КПСС, членом Гагаринского райкома КПСС, депутатом сельского и районного Советов народных депутатов. В ноябре 1978 года вышел на пенсию.
Умер 29 декабря 1990 года, похоронен на городском кладбище Гагарина.